# Знахарь (роман)
«Зна́харь» (пол. Znachor) — самое известное наряду с романом «Карьера Никодима Дызмы» произведение Тадеуша Доленги-Мостовича, впервые опубликованного в 1937 году, экранизация которого одновременно вышла на экраны.
В центре повествования — трагическая судьба талантливого хирурга профессора Рафала Вильчура. В его доме есть всё, кроме любви. Жена бросает его и уходит к другому, забрав маленькую дочку. Сам профессор становится жертвой компании пьяниц и воров: после удара по голове у него развивается амнезия, и он лишается памяти и привычной жизни. Пройдут годы скитаний, прежде чем знахарь вспомнит своё настоящее имя и прошлое.
Успех книги и фильма заставил писателя задуматься о продолжении. В 1938 году Доленга-Мостович написал продолжение «Знахаря» под названием «Профессор Вильчур», в 1939 году — сценарий к фильму «Завещание профессора Вильчура».

## История создания

### Предпосылки к написанию
В Польше установлен авторитарный режим санации Юзефа Пилсудского. Отсутствие определённой профессии, вызванной войной, и нехватка средств к существованию, вынудили Тадеуша Мостовича в 1922 году работать в газете «Rzeczpospolita», связанной с христианской демократией. Фельетоны и газетные статьи Мостовича носили характер острой социально-политической сатиры.
Когда майский переворот в Польше в 1926 года опрокинул политический айсберг, газета «Rzeczpospolita» и Мостович неожиданно оказалась в оппозиции. Слуги «санационного» режима не слишком церемонились с оппонентами — в тот момент, когда журналист выходил из дома, несколько человек набросились на него, вывезли в лес, избили и бросили умирать в овраге. Мостович не потерял память, подобно своему будущему герою из «Знахаря», но после этого случая, журналист в 1928 году окончательно порвал с журналистикой и стал писателем.

### Создание
Доленга-Мостович продолжал писать книги, но кроме того подумывал и о кино, приобретавшим всё новую популярность — некоторые произведения экранизировались. Писатель сам хотел писать сценарии. Тогда у него возникла идея фильма о докторе, который теряет память и становится знахарем в глухой деревне. Доленга-Мостович предлагал свою историю продюсерам, но те отвергли сценарий фильма, считая сюжет слишком надуманным. Тогда писатель переделал его в роман. Позднее всё же состоялась киноверсия романа.

## Содержание
Известный и гениальный хирург, профессор Рафал Вильчур, вернулся домой после очередной удачной операции и обнаружил, что его молодая жена Беата, забрав их
единственную дочь Мариолу, сбежала с любовником.
Вильчур выпил в кабаке со случайным собутыльником и в итоге стал жертвой бандитов, которые ударили его по голове, забрали все деньги и документы, и бросили в канаву за городом. Власти посчитали его погибшим после нескольких месяцев поисков.
Семь лет спустя Ян Окша, за которого вышла замуж Беата, умирает. Более 10 лет Вильчур странствует по деревням, берясь за любую работу. Его периодически арестовывают за бродяжничество и отсутствие документов. Во время очередного ареста Рафалу удаётся украсть в полицейском участке документы на имя некоего Антония Косибы. Под этим именем Рафал устраивается на работу к старику Прокопу и остаётся жить на мельнице.
С мельником жил младший сын Василёк, у которого неправильно срослись кости на ногах после вмешательства местного врача. Антоний делает ему операцию, которая проходит успешно — Василёк встаёт на ноги. Косиба остаётся жить на мельнице в качестве родственника.
Слава о знахаре, так стали называть Антония, разошлась очень далеко, к нему начал стекаться народ со всей округи. Однако это не нравится местному доктору Павлицкому, который лишился дополнительных заработков — он грозит Знахарю судом за медицинскую практику без разрешения.
Косиба проникается отцовской симпатией к молодой девушке Марысе, сироте, работающей продавщицей в местном магазинчике. За Марысей ухаживает сын местного фабриканта, молодой граф Лешек Чинский. Постепенно он понимает, что не может жить без Марыси и, несмотря на запрет родителей, предлагает ей стать его женой. Местный пьяница Зенон от злости устраивает баррикаду из деревьев и камней, и Лешек с Марысей, катаясь на мотоцикле, разбиваются. Чинский отделался сравнительно лёгкими травмами; Марыся при смерти. Прибывший на мельницу Павлицкий считает состояние девушки безнадёжным и отказывается её оперировать. За Лешеком приезжают родители и сообщают ему, что Марыся умерла. Косиба крадёт у Павлицкого медицинские инструменты и делает сложнейшую операцию Марысе на головном мозге. Павлицкий, обнаружив пропажу инструментов, обращается в полицию. Власти начинают процесс против Косибы и приговаривают его к тюремному заключению.
Чинский вернувшись на родину из-за границы после лечения, узнаёт, что Марыся жива и тотчас отправляется к ней. Узнаёт все подробности, связанные с Косибом и нанимает молодого, честолюбивого адвоката. В качестве эксперта адвокат вызывает из Варшавы прославленного хирурга Добранецкого, который узнаёт в знахаре пропавшего Рафала Вильчуру, но никому не говорит об этом, опасаясь за свою устоявшуюся карьеру.
Суд выносит Рафалу оправдательный приговор.
Лешек с Марысей и Антонием едут на кладбище на могилу Беаты. Знахарь читает именную табличку на памятнике и всё вспоминает. Добранецкий приезжает на кладбище и сообщает Марысе, что знахарь — её отец.

## Персонажи
1. Рафал Вильчур/Антоний Косиба — главный герой, профессор, потерявший память.
2. Беата — жена Рафала Вильчура.
3. Мариола (Марыся) — дочь Рафала Вильчура.
4. Лех (Лешек) Чинский — сын местного фабриканта, граф, жених Марыси.
5. Юрек Павлицкий — местный врач.
6. Прокоп Шапель — мельник.
7. Василь Шапель — младший сын мельника.
8. Ежи Добранецкий — профессор из Варшавы, коллега Вильчура.
9. Ян Окша — управляющий Одринецкой пущей, отчим Марыси.
10. Вацек Корчинский — адвокат, защищавший Антония Косибу.
11. Зенон Войдылов — местный дебошир, пьяница.
12. Элеонора и Станислав Чинские — родители Лешека.

## Издания
На польском языке роман неоднократно переиздавался (указаны лишь некоторые современные переиздания)
- Tadeusz Dołęga-Mostowicz. Znachor. — Zysk i S-ka, 2017. — 450 с. — ISBN 9788365676740.
- Tadeusz Dołęga-Mostowicz. Znachor. — Warszawa : Bellona: Wydawnictwo Bellona Wydawca, 2017. — 334 с. — ISBN 9788311151222.
- Tadeusz Dołęga-Mostowicz. Znachor. — Warszawa: Wydawnictwo SBM, 2018. — 320 с. — ISBN 9788382220766.
- Tadeusz Dołęga-Mostowicz. Znachor. — Poznań: «Kurpisz», 2000. — 594 с. — ISBN 8388276182.
- Tadeusz Dołęga-Mostowicz. Znachor. — Świat Książki, 2022. — 320 с. — ISBN 9788365928856.

Роман переведён на английский, белорусский, болгарский, вьетнамский, испанский, румынский, сербский, словацкий, украинский и другие языки.
- На русский язык роман впервые был переведён в 1993 году О.Соляник[2].
- В 1993 году вышел роман в переводе В. М. Островской[6].
- В 2014 году роман перевела Д.Коган.

На русский язык книга неоднократно переиздавалась в 1993, 1999, 2003, 2008, 2014, 2015, 2016, 2022 году издательствами «Вече», « КАРО», « Книжный дом»(Минск), « МЕТ»(Минск), «Клуб семейного досуга»(Харьков).

## Адаптации

### Кино
- 1937 — фильм «Знахарь», Польша, режиссёр Михал Вашиньский.
- 1981 — фильм «Знахарь», Польша, режиссёр Ежи Гоффман, в главной роли Ежи Бинчицкий.
- 1983 — фильм дублирован на русский язык
- 2019 — телесериал «Знахарь», Россия, события перенесены в современность.
- 2021 — продолжение российского телесериала «Знахарь».
- 2023 — фильм «Знахарь[пол.]», Польша, режиссёр Михал Газда, в главной роли Лешек Лихота[7].

### Театр
- 1974 — Театр Земли Поморской, Грудзёндз, режиссёр — Кристоф Ростишевский.
- 1976 — Театр им. Стефана Ярача, Ольштын, режиссёр — Кристоф Ростишевский.
- 1977 — Театр им. Стефана Ярача, Лодзь, режиссёр — Рышард Соболевский.
- 1986 — сцена Польши, Чешский Цешин, режиссёр — Богдан Цыбульский.
- 2023 — в Театре имени Юлиуша Словацкого, Краков, режиссёр Якуб Рошковски[8].

### Аудиокниги
- Tadeusz Dołęga-Mostowicz Znachor / читает Ришард Надровский — CD — Warszawa — Издательство Agencja Artystyczna MTJ, 2010 — 13:40:00 — ISBN 9788376990149 — пол.
- Tadeusz Dołęga-Mostowicz Znachor / читает Славомир Холланд — Mp3 — Piaseczno — Издательство StoryBox.pl, 2014 — 11:45:22 — ISBN 978-83-792-7021-7 — пол.